# Xanthoperla yerkoyi
Xanthoperla yerkoyi är en bäcksländeart som beskrevs av Kazanci 1983. Xanthoperla yerkoyi ingår i släktet Xanthoperla och familjen blekbäcksländor. Inga underarter finns listade i Catalogue of Life.